# Corriedale (oveja)
Corriedale es una raza de oveja de doble propósito, lo que significa que se utilizan tanto en la producción de lana como de carne.

## Historia
La raza corriedale es la más antigua de todas las razas mestizas, surgió del cruce de  la raza merina y lincoln, desarrollada en simultáneo en Australia y Nueva Zelanda, fue llevada a Estados Unidos en el año 1914.
La raza se desarrolló entre 1868 y 1910, como una raza de ovejas de doble propósito, muy buena para la producción de carne y lana, la raza corriedale se distribuyó poco a poco en muchas de las áreas de cría de ovejas en el mundo, principalmente en Uruguay, Argentina y Brasil.
Tienen una larga vida útil, es un animal robusto y equilibrado en todo su cuerpo, son madres dóciles, fácil de cuidar, con altas tasas de fecundidad. Se adaptan bien a una amplia gama de condiciones climáticas, no tienen cuernos.

## Lana
Las corriedales producen un espeso vellón, voluminoso, que es popular entre los hilanderos y puede ser utilizado para una gama de prendas de vestir hiladas a mano. Su lana densa es media fina y de alto rendimiento, con buena longitud y suavidad, entre medio tiene algo de lana larga.
Las ovejas corriedale producen un alto rendimiento de lana voluminosa que van desde 31,5 hasta 24,5 micrones de diámetro, el vellón de una oveja madura tiene un peso de 4,5 a 7,7 kg por esquila, con una longitud de fibra de 8.9 a 15 cm de largo.

## Carne
Los  carneros mayores tienen un peso de 79 a 125 kg, las hembras pueden llegar a pesar de 59 a 82 kg. Los corderos Corriedale tienen un buen valor por su piel y por su carne.